# Martin Hannett
Martin Hannett, även känd som Martin Zero, född 31 maj 1948 i Manchester, död 18 april 1991, var en brittisk musikproducent.
Martin Hannett är framför allt förknippad som producent för grupper på Factory Records som Joy Division, New Order, Durutti Column A Certain Ratio och Happy Mondays, men producerade från 1975 till 1991 även en lång rad andra punk, postpunk- och indie-grupper som Belt & Braces, Buzzcocks, Magazine, The Stone Roses.
Han har porträtterats i spelfilmerna 24 Hour Party People (2002), av Andy Serkis, och i Control (2007).